# Виктор Гарсија (атлетичар)
Виктор Гарсија Блазкез (шп. Víctor García Blazquez; Мадрид, 13. март 1985) је шпански атлетичар
специјалиста за трке са дугим стазама и тркама са препрекама.

## Спортска биографија
Виктор Гарсија се 2011. такмичио на Европском дворанском првенству у Паризу (у трци за 3.000 метара) и на Светском првенству у Тегуу (3.000 метара са препрекама), али оба пута се није успео пласирати у финале. Исто је било следеће године на Светском дворанском првенству у Истанбулу. Највећи успех у досадашњој каријери подстигао је 2012. у Хелсинкију, освојивши бронзану медаљу на Европском првенству у трци на 3.000 м са препрекама. Те године у истој дисциплини учествовао је на Олимпијским играма у Лондону, али није завршио квалификациону трку..
На првенствима Шпаније неколико пута је освајао медаље, из 2010 (сребрна 3.000 м препреке), 2011. (сребрна 3.000 м препреке и сребрна на 3.000 м у дворани) и 2012. (златна медаља 3.000 м у дворани).

## Лични рекорди
| Дисциплина        | Резултат | Место                      | Датум             |
| ----------------- | -------- | -------------------------- | ----------------- |
| 3.000 м           | 8:05,24  | Vila Real de Santo António | 30. мај 2010.     |
| 3.000 м препреке  | 8:15,20  | Уелва                      | 7. јун 2012.      |
| 3.000 м у дворани | 7:51,95  | Валенсија                  | 19. фебруар 2011. |